# Jacinta Diana
Jacinta Diana ( Argentina, ? - ? ) fue una actriz de cine y teatro que trabajó en la primera mitad del siglo XX en su país. Estaba casada con el actor Ángel Quartucci y ambos fueron los padres del también actor Pedro Quartucci.

## Carrera profesional
En 1911 integró la Compañía Nacional Pablo Podestá, que dirigía el actor José Podestá y en la que actuaban, entre otros, Pablo Podestá, Lea Conti, Aurelia Ferrer, Elías Alippi, Antonio Podestá, Pierina Dealessi y Totón Podestá.Esta compañía debutó en el Teatro Apolo el 1.º de marzo de ese año con las obras La nota roja y Barranca abajo.
En 1914 participó en la compañía dirigida por Pablo Podestá del estreno en la ciudad de Salta de la obra El tapao de Juan Carlos Dávalos y Nicolás López Isasmendi.
Debutó en cine en 1936 en Juan Moreira y se destacó en los papeles de la tía borracha de Paulina Singerman en Retazo (1939), dirigida por Elías Alippi y en el de la curandera de La guerra gaucha (1942), dirigida por Lucas Demare.

## Filmografía
Intervino en los siguientes filmes:
Actriz
- La cuna vacía    (1949)
- Todo un hombre    (1943)
- La novia de los forasteros    (1942)
- La guerra gaucha    (1942)
- Retazo    (1939)
- Juan Moreira    (1936)